# 바다뱀아과
바다뱀아과(Hydrophiinae 히드로피나에[*])는 바다에 서식하는 코브라과 독사들이다. 그 조상들은 분명히 육지에 살았으나, 바다뱀들은 해양 생활에 완전히 적응하여, 큰바다뱀속(Laticauda)을 제외하면 나머지 바다뱀들은 육지에서는 기어다닐 수 없다. 바다뱀들은 인도양에서 태평양에 걸친 더운 바다 연안에서 널리 발견되며, 호주의 육상 독사들과 가까운 근연관계에 있다.
장어와 유사하게 생겼으나, 바다뱀은 아가미가 없기 때문에 주기적으로 수면 위로 올라와야 한다.
모세혈관을 통해서 직접 산소분자를 받아들이는 종도 있다.